# Wadelincourt (België)
Wadelincourt is een dorp in de Belgische provincie Henegouwen, en een deelgemeente van de Waalse gemeente Belœil.
Wadelincourt was een zelfstandige gemeente, tot die bij de gemeentelijke herindeling van 1977 toegevoegd werd aan de gemeente Belœil.

## Bezienswaardigheden
- De Onze-Lieve-Vrouwekerk (Église Notre-Dame) heeft een koor en transept van omstreeks 1520. Het schip werd herbouwd in 1869-1898 en is neogotisch.
- De Moulin Robertau is het restant van een ronde stenen molen van het type grondzeiler uit 1772. In 1934 werden kap en wiekenkruis verwijderd. De stenen romp bleef bestaan maar raakte in verval en stortte gedeeltelijk in.

## Natuur en landschap
De hoogte aan de kerk bedraagt 58 meter.

## Demografische ontwikkeling
- Bronnen:NIS, Opm:1831 tot en met 1970=volkstellingen, 1976= inwoneraantal op 31 december

## Nabijgelegen kernen
Thumaide, Basècles, Ellignies-Sainte-Anne